# The Circle (álbum de Wipers)
| Críticas profissionais | Críticas profissionais |
| Avaliações da crítica  | Avaliações da crítica  |
| Fonte                  | Avaliação              |
| ---------------------- | ---------------------- |
| All Music              | link                   |

The Circle é o sexto álbum de estúdio da banda de punk rock Wipers, lançado em Restless em 1988.
O álbum recebeu críticas positivas. O The Rough Guide to Rock escreveu que "o riff distorcido jazzístico não soavam tão revigorante desde Hendrix ou Robert Fripp tiveram seu apogeu".

## Lista de faixas
Todas as faixas foram escritas por Greg Sage.
| N.º            | Título            | Duração |  |
| 1.             | "I Want a Way"    | 2:35    |  |
| 2.             | "Time Marches On" | 2:50    |  |
| 3.             | "All the Same"    | 3:36    |  |
| 4.             | "True Believer"   | 3:54    |  |
| 5.             | "Good Thing"      | 2:28    |  |
| 6.             | "Make or Break"   | 3:40    |  |
| 7.             | "The Circle"      | 4:33    |  |
| 8.             | "Goodbye Again"   | 3:19    |  |
| 9.             | "Be There"        | 2:48    |  |
| 10.            | "Blue & Red"      | 3:06    |  |
| Duração total: | Duração total:    | 32:49   |  |

## Créditos
- Greg Sage – vocais, guitarra, harpa, produção
- Brad Davidson – baixo
- Steve Plouf – bateria